# Canadapopulier
Canadapopulier, Canadese populier of Euramerikaanse populier (Populus ×canadensis) is een nothospecies uit het geslacht populier. Het betreft een hybride van Amerikaanse populier (Populus deltoides) en zwarte populier (Populus nigra). Doorgaans worden de hybriden die canadapopulier kan vormen met een van haar oudersoorten alsnog als tot canadapopulier gerekend. Canadapopulier is rond 1750 ontstaan in Frankrijk. 

## Beschrijving
Canadapopulier groeit uit tot een boom en kan een hoogte bereiken van 30 m. Ze vormt een brede, losse kroon. Op jongere leeftijd is de kroon piramidaal. De bast is glad en grijs tot grijsgroen en bij het ouder worden wordt de schors gegroefd en grijsbruin. De twijgen zijn rond tot hoekig en hebben ronde tot lijnvormige lenticellen. 

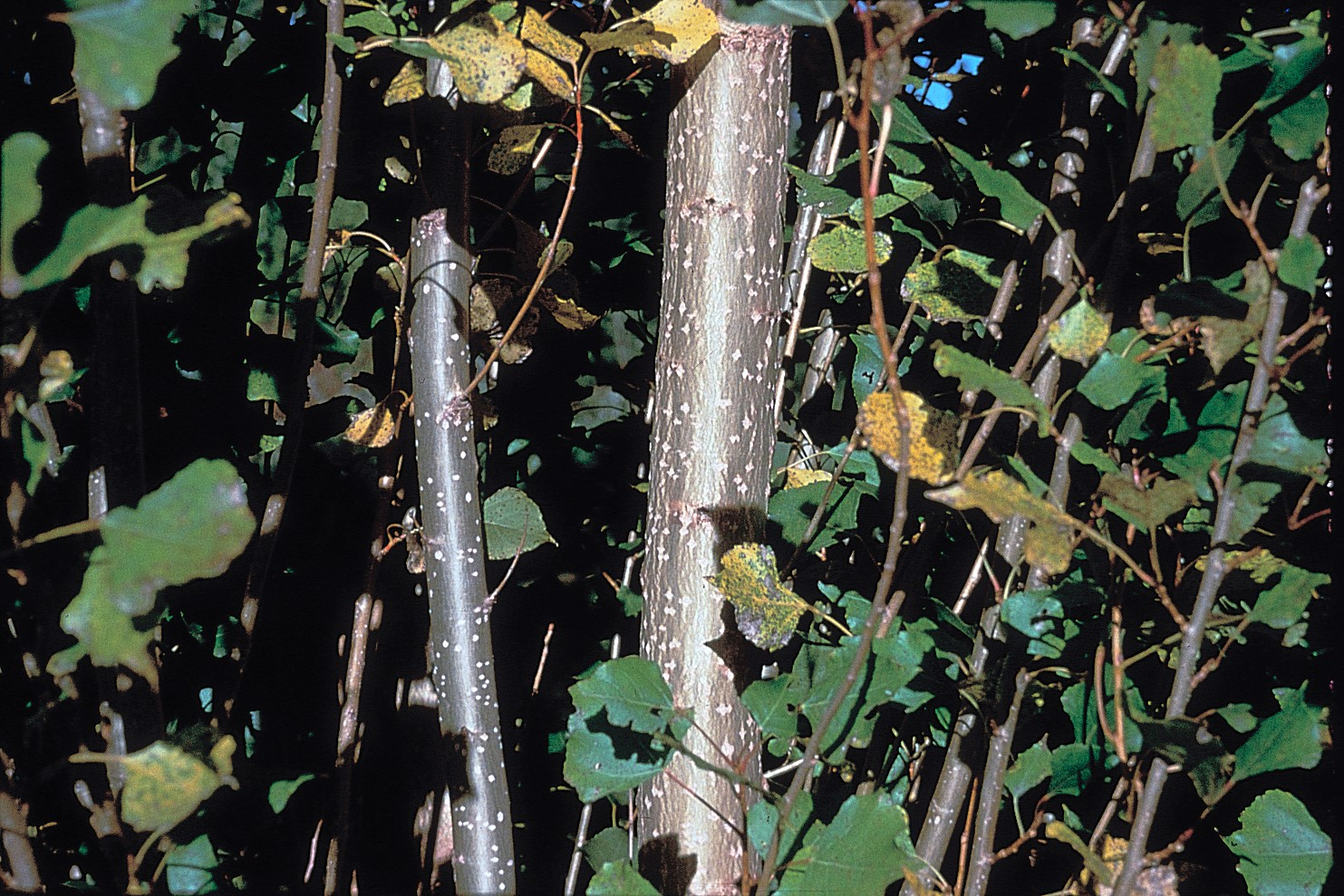
Takken met lenticellen.

De afwisselend geplaatste 9–14 cm grote, hartvormige tot iets ruitvormige bladeren met spitse top en met in jong stadium gewimperde rand hebben een ronde tot afgeplatte bladsteel. De bladsteel en hoofdnerven zijn lichtgroen tot rood gekleurd. De bovenkant van het blad is frisgroen en de onderkant licht- tot grijsgroen. Bij het uitlopen rond half april is het blad lichtgroen tot bronskleurig roodbruin.
Canadapopulier is tweehuizig (er zijn aparte mannelijke en vrouwelijke bomen) en bloeit in Nederland in april. De bloeiwijze is een hangend katje dat meestal voor het uitlopen van het blad verschijnt. Mannelijke bloemkatten hebben roodpaarse meeldraden. Ze vallen spoedig af na het loslaten van het stuifmeel, dat vervolgens door de wind wordt verspreid (windbestuiving).
De vrouwelijke katjes blijven na de bestuiving tot in mei en juni hangen. Dan springt de doosvrucht open en komt het 3 × 1 mm grote zaad vrij. Het is omgeven door donzig pluis en voert ver op de wind mee. Sommige bomen produceren zoveel pluis dat het lijkt of het sneeuwt. Mensen kunnen voor dit pluis allergisch zijn. Daarom bestaan de meeste rassen uit alleen maar mannelijke bomen. Lang niet alle pluis bevat een zaadje. Een boom wordt vruchtdragend na ± 15 jaar.
Canadapopulier kan zich vegetatief vermeerderd door winterstek.

## Gelijkende taxa
Canadapopulier wordt in Nederland veel verward met zwarte populier. Het belangrijkste verschil zit in de bladvoet. Bij goed ontwikkelde bladeren van zwarte populier is de bladvoet wigvormig en het gehele blad in omtrek ruitvormig. Daarnaast ontspringen bij canadapopulier de onderste zijnerven op enige afstand van de bladvoet.

## Rassen
In Nederland worden de volgende rassen aangeplant:
- P. ×canadensis Albelo, mannelijke boom
- P. ×canadensis Degresso, mannelijke boom
- P. ×canadensis Dorskamp, mannelijke boom
- P. ×canadensis Ellert, mannelijke boom
- P. ×canadensis Flevo, mannelijke boom
- P. ×canadensis Gaver, mannelijke boom
- P. ×canadensis Ghoy, vrouwelijke boom
- P. ×canadensis Hees, vrouwelijke boom
- P. ×canadensis Koster, mannelijke boom
- P. ×canadensis Polargo, vrouwelijke boom
- P. ×canadensis Primo, mannelijke boom
- P. ×canadensis Robusta, mannelijke boom
- P. ×canadensis Sanosol, vrouwelijke boom
- P. ×canadensis Spijk, mannelijke boom

## Toepassingen
De rechte stam van canadapopulier buigt onder invloed van de wind niet of nauwelijks door en breekt niet snel. Dat maakt haar tot een populaire boomsoort voor houtwinning of voor aanplant in de kustgebieden. Ze is vaak lijnvormig aangeplant als begeleider van wegen en kanalen, waardoor ze als het ware coulissen in het landschap vormt. Vaak is hun functie dan het breken van de wind. Om die reden worden ze ook in de kuststreek en rond boomgaarden aangeplant. Deze bomen zijn grote waterverdampers die daarom vaak in natte gebieden zoals uiterwaarden werden aangeplant.
De boom heeft een krachtige, oppervlakkige en verspreide wortelgroei. Daarom kan hij beter niet dicht bij huizen, fietspaden en leidingen geplant worden. De wortels kunnen in zachte muren en kleine openingen groeien en zo veel schade veroorzaken. Ook kunnen wegen en leidingen opgedrukt worden door de wortels. Als er veel bestrating is en men ook nog veel wortels kapotmaakt om de infrastructuur te onderhouden kunnen sommige rassen van canadapopulier verdrogen en gevaarlijk worden door takbreuk. Het kappen van populieren die takken verliezen kan met de juiste snoeimethode worden voorkomen.
Canadapopulier is in Noord-Brabant, waar deze in de omgeving van Schijndel in grote hoeveelheden is aangeplant voor onder meer de klompenindustrie, ook bekend onder de dialectische aanduiding Kanidas. In België wordt daar geproduceerd hout vaak gebruikt voor de productie van lucifers. In Vlaams-Brabant worden deze populieren 'Canada's' genoemd. Het Brugse begijnhof is met canadapopulieren beplant.
Door zijn snelle groei levert canadapopulier in korte tijd een grote houtopbrengst.

## Ziekten

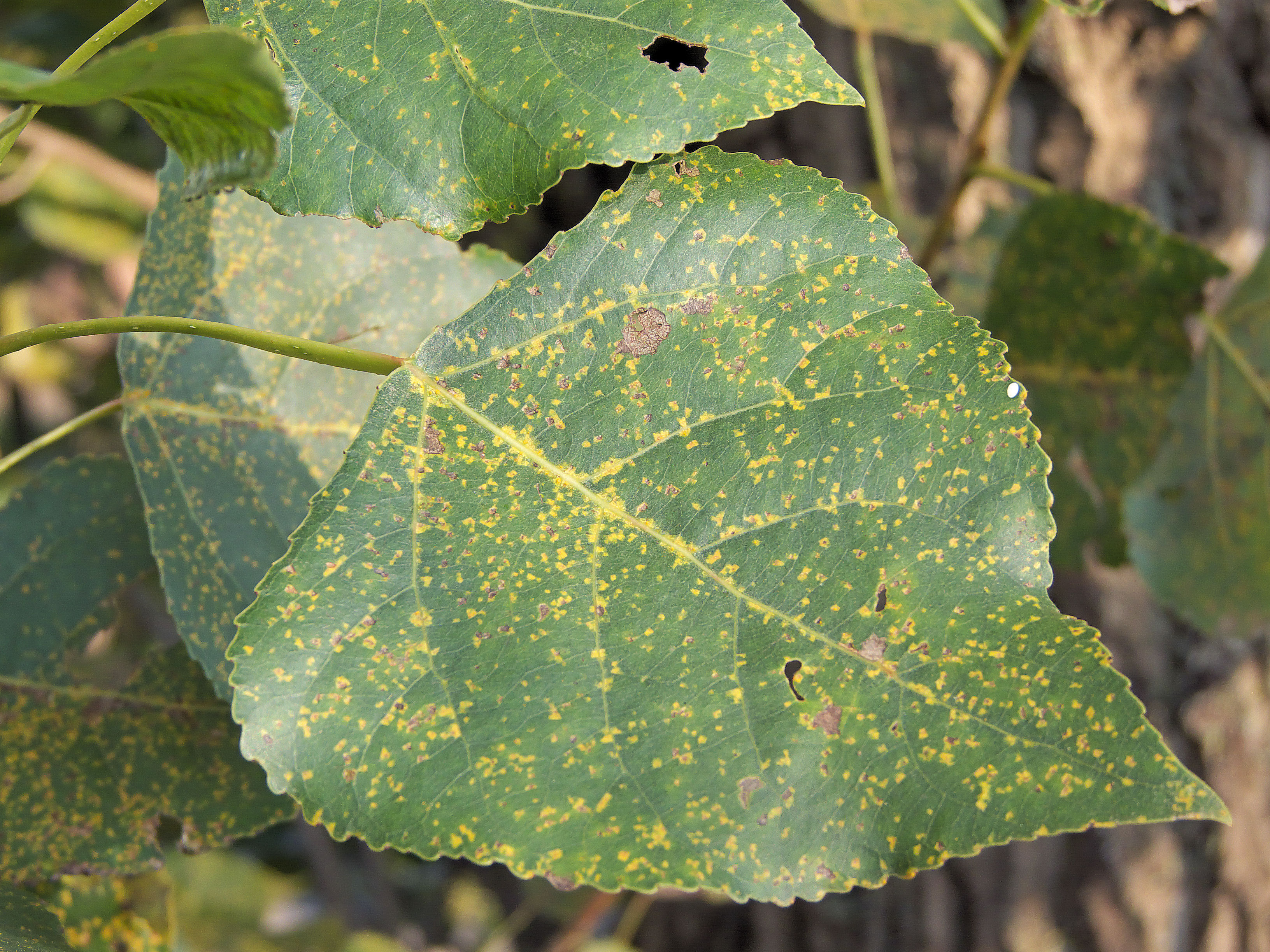
Aantasting door lariks-populierenroest.

Bij canadapopulier is de weerstand tegen lariks-populierenroest (Melampsora larici-populina) afhankelijk van het ras en varieert van slecht tot goed. De weerstand tegen bladvlekkenziekte (Marssonina brunnea), waarbij op de bladeren olijfgroene of bruinzwarte vlekken ontstaan, is afhankelijk van het ras en varieert van matig tot zeer goed. De weerstand tegen bacteriekanker (Xanthomonas populi) is ook afhankelijk van het ras en varieert van voldoende tot zeer goed.